# Matrice antisimmetrica
In matematica una matrice antisimmetrica o emisimmetrica è una matrice quadrata {\displaystyle A} la cui trasposta è anche la sua opposta, ossia:
{\displaystyle A^{t}=-A.}
In termini dei suoi elementi {\displaystyle a_{i,j}}, per ogni {\displaystyle i} e {\displaystyle j} vale:
{\displaystyle a_{i,j}=-a_{j,i}.}
Per esempio, la matrice:
{\displaystyle {\begin{pmatrix}0&2&-1\\-2&0&-4\\1&4&0\end{pmatrix}}}
è antisimmetrica.

## Proprietà

### Diagonale principale
Se le entrate della matrice appartengono a un campo con caratteristica diversa da 2, tutti gli elementi sulla diagonale principale di una matrice antisimmetrica sono uguali a zero in quanto per definizione {\displaystyle a_{i,i}=-a_{i,i}}. In particolare, una matrice antisimmetrica ha traccia nulla.

### Determinante
Se {\displaystyle A} è una matrice antisimmetrica di ordine {\displaystyle n,} il suo determinante soddisfa:
{\displaystyle \det(A)=\det(A^{t})=\det(-A)=(-1)^{n}\det(A).}
In particolare, se {\displaystyle n} è dispari il determinante è zero. Se {\displaystyle n} è pari, invece, il determinante di {\displaystyle A} è il quadrato di un polinomio {\displaystyle \operatorname {Pf} (A)} (lo pfaffiano) calcolato nelle componenti di {\displaystyle A}:
{\displaystyle \det(A)=\operatorname {Pf} (A)^{2}.}
Si può però dimostrare in modo elementare che il determinante di una matrice antisimmetrica reale è non negativo. Infatti gli autovalori di una matrice antisimmetrica reale {\displaystyle A} sono numeri immaginari puri, poiché se {\displaystyle \lambda } è un autovalore associato all'autovettore {\displaystyle v}, cosicché {\displaystyle Av=\lambda v}, allora 
{\displaystyle {\overline {\lambda }}{\overline {v}}^{t}v={\overline {(\lambda {\overline {v}}^{t}v)^{t}}}={\overline {({\overline {v}}^{t}Av)^{t}}}={\overline {v}}^{t}A^{t}v=-{\overline {v}}^{t}Av=-\lambda {\overline {v}}^{t}v,}
da cui deduciamo che {\displaystyle \lambda +{\overline {\lambda }}=0}, in altre parole {\displaystyle \lambda } è immaginario puro, diciamo {\displaystyle \lambda =ai} con {\displaystyle a\in \mathbb {R} }. Ora, ad ogni tale autovalore {\displaystyle \lambda } corrisponde l'autovalore coniugato {\displaystyle {\overline {\lambda }}}, con la stessa molteplicità, poiché se {\displaystyle Av=\lambda v}, allora {\displaystyle A{\overline {v}}={\overline {Av}}={\overline {\lambda v}}={\overline {\lambda }}{\overline {v}}}. Pertanto {\displaystyle \det(A)}, essendo il prodotto degli autovalori (ciascuno ripetuto secondo la sua molteplicità), se non è zero è il prodotto dei numeri reali positivi {\displaystyle \lambda \cdot {\overline {\lambda }}=ai\cdot {\overline {ai}}=a^{2}}.

### Matrici simmetriche e antisimmetriche
Per ogni matrice quadrata {\displaystyle A}, la matrice {\displaystyle T=A-A^{t}} è una matrice antisimmetrica, mentre la matrice {\displaystyle S=A+A^{t}} è una matrice simmetrica.
È possibile (se {\displaystyle A} ha elementi in un campo di caratteristica diversa da 2) scrivere {\displaystyle A} come:
{\displaystyle A=(S+T)/2={1 \over 2}S+{1 \over 2}T,}
ossia come somma di una matrice simmetrica e di una matrice antisimmetrica. La matrice trasposta di {\displaystyle A} in questo caso è:
{\displaystyle A^{t}=(S-T)/2.}

## Teoria spettrale
Se una matrice antisimmetrica {\displaystyle A} ha un autovalore {\displaystyle \lambda }, allora ha anche un autovalore {\displaystyle -\lambda }. Ossia, se:
{\displaystyle Av=\lambda v,}
allora {\displaystyle v^{t}A^{t}=\lambda v^{t}}, quindi:
{\displaystyle v^{t}A=-v^{t}A^{t}=-\lambda v^{t}.}
In particolare, gli autovalori di una matrice antisimmetrica si trovano sempre in coppie {\displaystyle (\lambda ,-\lambda )}, eccetto nel caso di dimensione dispari nel quale è anche presente un autovalore nullo. 
Gli autovalori di una matrice reale antisimmetrica sono tutti immaginari puri, quindi della forma {\displaystyle \pm i\lambda _{i}}, con {\displaystyle \lambda _{i}} reale.
Le matrici reali antisimmetriche sono matrici normali e in particolare per esse vale teorema spettrale, ovvero possono essere diagonalizzate tramite una matrice unitaria. Quindi se una matrice reale antisimmetrica ha un autovalore non nullo, questo non è reale e la matrice non può essere diagonalizzata tramite una matrice reale. È comunque possibile trasformare ogni matrice antisimmetrica {\displaystyle A} in una matrice diagonale a blocchi tramite una matrice ortogonale {\displaystyle R} (con {\displaystyle R^{t}=R^{-1}}), ovvero in modo che {\displaystyle \Sigma _{n}=R^{-1}AR=R^{t}AR} sia di una delle due forme:
{\displaystyle \Sigma _{2r}={\begin{pmatrix}{\begin{bmatrix}0&\lambda _{1}\\-\lambda _{1}&0\end{bmatrix}}&O&\cdots &O\\O&{\begin{bmatrix}0&\lambda _{2}\\-\lambda _{2}&0\end{bmatrix}}&&O\\\vdots &&\ddots &\vdots \\O&O&\cdots &{\begin{bmatrix}0&\lambda _{r}\\-\lambda _{r}&0\end{bmatrix}}\end{pmatrix}},\qquad \Sigma _{2r+1}={\begin{pmatrix}{\begin{bmatrix}\Sigma _{2r}\end{bmatrix}}&O\\O&{\begin{bmatrix}0\end{bmatrix}}\end{pmatrix}},}
con autovalori {\displaystyle \pm i\lambda _{k}} (più un autovalore {\displaystyle 0} se {\displaystyle n} è dispari).

## Forme alternanti
Una forma alternante (o antisimmetrica) {\displaystyle \varphi } su uno spazio vettoriale {\displaystyle V} sopra un campo {\displaystyle K} (di caratteristica diversa da 2) è una forma bilineare {\displaystyle \varphi \colon V\times V\to K} tale che:
{\displaystyle \varphi (v,w)=-\varphi (w,v).}
Ogni forma alternante {\displaystyle \varphi } viene rappresentata da una matrice antisimmetrica {\displaystyle A} su una base di {\displaystyle V}, {\displaystyle \varphi (v,w)=v^{t}Aw}, e viceversa.

## Rotazioni infinitesimali
Le matrici antisimmetriche di ordine {\displaystyle n} con elementi in un campo {\displaystyle K} sono uno spazio vettoriale su {\displaystyle K} di dimensione {\displaystyle n(n-1)/2}, che è lo spazio tangente al gruppo ortogonale {\displaystyle O(n)} nella matrice identità; in questa interpretazione, le matrici antisimmetriche possono essere derivate da "rotazioni infinitesimali".
Equivalentemente, lo spazio vettoriale delle matrici antisimmetriche forma l'algebra di Lie {\displaystyle o(n)} del gruppo di Lie {\displaystyle O(n)}. La parentesi di Lie su di esso è il commutatore {\displaystyle [A,B]=AB-BA}, che è antisimmetrico:
{\displaystyle (AB-BA)^{t}=B^{t}A^{t}-A^{t}B^{t}=BA-AB.}
Inoltre, la matrice esponenziale {\displaystyle R=\exp(A)} di una matrice antisimmetrica {\displaystyle A} è una matrice ortogonale:
{\displaystyle R^{t}=\mathrm {e} ^{A^{t}}=\mathrm {e} ^{-A}=(\mathrm {e} ^{A})^{-1}=R^{-1}.}
Di conseguenza l'immagine dell'applicazione esponenziale si trova nella componente connessa di {\displaystyle O(n)}, il gruppo ortogonale speciale {\displaystyle SO(n)}, e ogni rotazione {\displaystyle R} ha determinante {\displaystyle 1}. In particolare, ogni matrice ortogonale speciale (con determinante {\displaystyle 1}) è l'esponenziale di una matrice antisimmetrica.